# Tate Rocks
Die Tate Rocks sind drei kleine Nunatakker im ostantarktischen Prinzessin-Elisabeth-Land. In den Grove Mountains ragen sie 11 km nordnordwestlich der Mason Peaks auf.
Kartiert wurden die Nunatakker anhand von Luftaufnahmen, die zwischen 1956 und 1960 im Rahmen der Australian National Antarctic Research Expeditions entstanden. Das Antarctic Names Committee of Australia (ANCA) benannte sie am 29. Juli 1965 nach Kenneth A. Tate, Funker auf der Mawson-Station im Jahr 1962.